# Maryland Bobcats Football Club
Il Maryland Bobcats Football Club, conosciuto anche come i Maryland Bobcats e precedentemente noto come World Class Premier Elite, è un club calcistico professionistico statunitense con base nella Contea di Montgomery, nello stato del Maryland e che disputa le proprie partite interne presso il Maryland SoccerPlex di Boyds.
Dalla primavera 2021 parteciperà alla NISA, terza divisione del campionato statunitense.

## Storia
Fondato nel 2010, il club nacque come un modo per alcuni ex-compagni di college per restare in contatto dopo la laurea attraverso una squadra amatoriale di calcio. Nei primi anni della sua esistenza la squadra assunse molte denominazioni differenti, tra cui Christos Baptist FC, Baltimore City FC, MD Lions e NLS Graduates, partecipando a diversi campionati amatoriali di calcio nello stato del Maryland e vincendo il titolo della Spring Season 2013 della Maryland Major Soccer League. A seguito di un periodo di crescita la società si pose l'obiettivo di far crescere giovani calciatori che erano stati trascurati fino a quel momento e di permettere a giocatori in cerca di un contratto professionistico di restare in forma, e cambiò nuovamente il proprio nome in World Class Premier Elite.
Come WCPE, la squadra schierò arrivò a schierare contemporaneamente, nella primavera del 2018, due formazioni diverse a due campionati dilettantistici distinti, la Washington Premier League e la Maryland Major Soccer League, vincendo entrambi i titoli.
Il 30 novembre 2018 il WCPE fu ammesso alla United Premier Soccer League (UPSL), una delle più importanti leghe dilettantistiche nazionali, nella quale avrebbe militato nella Northeast conference.
Nel corso del 2019, il club cambiò nome in Maryland Bobcats e, dopo aver raggiunto i quarti di finale dei playoff della Spring Season della UPSL, vinse il titolo di campione nazionale nella Fall Season.
Il 26 settembre del 2019, i Maryland Bobcats furono ammessi alla National Premier Soccer League (NPSL), massima lega amatoriale nazionale statunitense per club indipendenti, a partire dalla stagione 2020. A marzo 2020, la stagione d'esordio del club nella lega fu tuttavia cancellata a causa della pandemia di coronavirus. Il 6 agosto dello stesso anno la società entrò a far parte della neonata, ancorché meno prestigiosa, Eastern Premier Soccer League (EPSL), nella quale schiererà la propria squadra riserve.
Nella primavera del 2020 il club annunciò il lancio del suo settore giovanile, mentre ad agosto partecipò alla prima edizione in assoluto della NISA Independent Cup, di cui infine vinse la Mid-Atlantic Region il 10 ottobre grazie al pareggio tra i New York Cosmos e i Baltimore Christos.
Il 27 luglio del 2020, i Maryland Bobcats fecero richiesta per entrare a far parte della National Independent Soccer Association (NISA), campionato professionistico di terzo livello. A seguito dell'approvazione da parte della lega avvenuta il 13 ottobre 2020, il club esordirà tra i professionisti nella primavera 2021.
L'esordio ufficiale del club tra i professionisti avvenne il 16 aprile 2021 in occasione della sconfitta per 2-1 contro il San Diego 1904 nella NISA Legends Cup. A segnare la prima rete nella storia professionistica dei Bobcats fu Bryan Argueta.

## Palmarès

### Competizioni nazionali
- Campionato UPSL: 1

UPSL Fall 2019

### Altri trofei
- Maryland Major Soccer League: 2

Spring 2013, Spring 2018
- Washington Premier League: 1

Spring 2018
- NISA Independent Cup:

Campione Mid-Atlantic Region: 2020, 2021